# DBSCAN
DBSCAN (od ang. Density-Based Spatial Clustering of Applications with Noise) – algorytm grupowania danych (klasteryzacji) oparty na gęstości. Jego pierwsza wersja została opublikowana w 1996 roku przez Martina Estera wraz ze współautorami.
Klastrami utworzonymi za pomocą tego algorytmu są obszary o dużym zagęszczeniu obiektów w porównaniu z otoczeniem, co odpowiada intuicyjnemu rozumieniu grupowania. Algorytm umożliwia znalezienie klastra o dowolnym kształcie, w tym klastra otaczającego inny klaster. W odróżnieniu od algorytmu k-średnich, DBSCAN nie wymaga określenia liczby klastrów. Średnia złożoność czasowa algorytmu wynosi {\displaystyle O(n\cdot log(n))}.

## Opis

Ilustracja działania algorytmu dla Czerwone punkty (w tym punkt A) są punktami centralnymi, żółte (B i C) są punktami granicznymi, niebieski (N) jest szumem

Algorytm przyjmuje dwa parametry wejściowe (należy je dobrać pod kątem konkretnego zagadnienia):
- {\displaystyle eps} – maksymalny promień sąsiedztwa,
- {\displaystyle MinPts} – minimalna liczba obiektów wchodzących w skład klastra.

Algorytm dokonuje grupowania zbioru {\displaystyle X} w następujący sposób:
1. Wylosuj ze zbioru danych punkt {\displaystyle p\in X.}
2. Znajdź wszystkie punkty ze zbioru {\displaystyle X,} których odległość od punktu {\displaystyle p} jest mniejsza bądź równa {\displaystyle eps.}
3. Jeśli liczba punktów znalezionych w punkcie 2 jest większa bądź równa {\displaystyle MinPts,} punkt {\displaystyle p} jest punktem centralnym i można na jego podstawie zbudować nowy klaster. W takim wypadku:
  1. Utwórz nowy klaster zawierający punkt {\displaystyle p} i wszystkie punkty znalezione w punkcie 2.
  2. Dołączaj do klastra kolejne punkty, o ile są osiągalne gęstościowo z punktów już znajdujących się w klastrze, to znaczy:
    1. jeśli odległość punktu {\displaystyle q\in X} od dowolnego punktu centralnego w klastrze jest mniejsza bądź równa {\displaystyle eps,} a w odległości mniejszej bądź równej {\displaystyle eps} od punktu {\displaystyle q} znajduje się co najmniej {\displaystyle MinPts} punktów, punkt {\displaystyle q} jest także punktem centralnym – do klastra należy ten punkt oraz wszystkie inne znajdujące się w promieniu {\displaystyle eps,}
    2. jeśli odległość punktu {\displaystyle q\in X} od dowolnego punktu centralnego w klastrze jest mniejsza bądź równa {\displaystyle eps,} ale w odległości mniejszej bądź równej {\displaystyle eps} od punktu {\displaystyle q} znajduje mniej niż {\displaystyle MinPts} punktów, punkt {\displaystyle q} jest punktem granicznym – do klastra należy ten punkt, ale już niekoniecznie inne punkty znajdujące się w promieniu {\displaystyle eps.}
4. Wybierz kolejny punkt {\displaystyle p\in X} (pomijając punkty znajdujące się już wewnątrz klastrów i punkty sprawdzone w punkcie 3) i wróć do punktu 3. Jeśli nie ma już nieprzejrzanych punktów, zakończ działanie algorytmu. Punkty niezaklasyfikowane do żadnego z klastrów traktowane są jako szum.

W zależności od kolejności przetwarzania punktów, przynależność punktów granicznych do klastrów może się zmienić. Pod tym względem algorytm jest więc niedeterministyczny.

## Implementacje
Implementacja algorytmu jest dostępna między innymi w bibliotece scikit-learn języka Python oraz w bibliotece fpc w języku R.